# Szidónia Puhalák
{\displaystyle }
Szidónia Puhalák, née le 5 juillet 1996 à Szeged, est une handballeuse internationale hongroise, évoluant au poste d'ailière gauche.

## Palmarès

### Club
compétitions internationales
- vainqueur de la Ligue des champions en 2017, 2018 et 2019 (avec Győri ETO KC)

compétitions nationales
- championne de Hongrie (NB I.) en 2017, 2018 et 2019 (avec Győri ETO KC)
- vainqueur de la coupe de Hongrie en 2018 et 2019 (avec Győri ETO KC)